# Yan Kikulski
Yan Kikulski est un joueur de volley-ball français né le 14 décembre 1987 à . Il mesure 1,90 m et joue réceptionneur-attaquant.

## Clubs
| Club              | Pays   | De        | À         |
| ----------------- | ------ | --------- | --------- |
| Tours Volley-Ball | France | 2007-2008 | 2008-2009 |